# Szigetmonostor
Szigetmonostor è un comune dell'Ungheria di 2.004 abitanti (dati 2004) situato nella contea di Pest, nell'Ungheria settentrionale.